# Đông Tiến
Đông Tiến là một phường thuộc tỉnh Thanh Hóa, Việt Nam.
Được thành lập ngày 16 tháng 6 năm 2025 trên cơ sở các xã, phường phía tây bắc của thành phố Thanh Hóa cùng một số xã phía đông nam huyện Thiệu Hóa, phường Đông Tiến chính thức hoạt động từ ngày 1 tháng 7 năm 2025.

## Địa lý
Phường Đông Tiến nằm ở trung tâm vùng đồng bằng phía đông của tỉnh Thanh Hóa, phía tây nam của ngã ba Giàng, có vị trí địa lý:
- Phía bắc giáp các xã Thiệu Quang, Thiệu Hóa, Hoằng Giang với ranh giới là sông Chu và sông Mã
- Phía đông giáp phường Hàm Rồng
- Phía nam giáp các phường Đông Sơn và Hạc Thành
- Phía tây giáp xã Thiệu Trung.

Phường Đông Tiến có diện tích tự nhiên 41,97 km², quy mô dân số năm 2024 là 57.844 người, mật độ dân số đạt 1.378 người/km².

## Lịch sử
Địa giới hành chính phường Đông Tiến trước đây vốn là các xã, phường phía tây bắc của thành phố Thanh Hóa và một số xã phía đông nam huyện Thiệu Hóa.
Ngày 16 tháng 6 năm 2025, thành phố Thanh Hóa và huyện Thiệu Hóa bị giải thể do bỏ cấp huyện; phường Đông Tiến được thành lập theo Nghị quyết số 1686/NQ-UBTVQH15 của Ủy ban Thường vụ Quốc hội trên cơ sở sáp nhập toàn bộ diện tích tự nhiên và quy mô dân số của:
- 2 phường Đông Lĩnh, Thiệu Khánh và 3 xã Đông Thanh, Thiệu Vân, Đông Tiến từng thuộc thành phố Thanh Hóa
- 2 xã Tân Châu, Thiệu Giao từng thuộc huyện Thiệu Hóa.

Phường này chính thức hoạt động từ ngày 1 tháng 7 năm 2025, là đơn vị hành chính trực thuộc tỉnh Thanh Hóa.

## Hành chính
Phường Đông Tiến có 58 tổ chức tự quản. Dưới đây là danh sách các tổ chức tự quản theo địa giới từng xã, phường cũ:
| Mã    | Tên xã/phường | Hành chính    | Hành chính                                                                                   |
| Mã    | Tên xã/phường | Số lượng      | Danh sách                                                                                    |
| ----- | ------------- | ------------- | -------------------------------------------------------------------------------------------- |
| 15847 | Tân Châu      | 9 thôn        | 1, 2, 3, Đắc Châu 1, Đắc Châu 2, Phú Văn, Thọ Sơn 1, Thọ Sơn 2, Yên Tân                      |
| 15850 | Thiệu Vân     | 6 thôn        | Được đánh số từ 1 đến 6                                                                      |
| 15853 | Thiệu Giao    | 8 thôn        | Bình Minh, Đại Đồng, Đồng Lực, Đồng Tâm, Giao Đông, Giao Sơn, Giao Thành, Liên Minh          |
| 15856 | Thiệu Khánh   | 9 tổ dân phố  | 3, 4, 5, 7, 8, 9, Dinh Xá, Giang Thanh, Phú Ân                                               |
| 16396 | Đông Lĩnh     | 12 tổ dân phố | Đông, Hồ Thôn, Lợi, Nguyên Hạnh, Phú, Quý, Quyết, Sơn, Tân Lương, Tân Tiến, Thắng, Vĩnh Ngọc |
| 16402 | Đông Thanh    | 8 thôn        | Cần, Kiệm, Kim Bôi, Ngọc Tích, Phúc Triền 1, Phúc Triền 2, Quỳnh Bôi 1, Quỳnh Bôi 2          |
| 16405 | Đông Tiến     | 6 thôn        | Hiệp Khởi, Kim Sơn, Nhuận Thạch, Triệu Tiền, Triệu Xá 1, Triệu Xá 2                          |